# Gintautas Umaras
Gintautas Umaras –en ruso, Гинтаутас Умарас– (Kaunas, URSS, 20 de mayo de 1963) es un deportista soviético de origen lituano que compitió en ciclismo en las modalidades de pista, especialista en las pruebas de persecución, y ruta.
Participó en los Juegos Olímpicos de Seúl 1988, obteniendo dos medallas de oro: en las pruebas de persecución individual y por equipos (junto con Artūras Kasputis, Dmitri Neliubin y Viacheslav Yekimov).
Ganó cuatro medallas en el Campeonato Mundial de Ciclismo en Pista entre los años 1985 y 1987.

## Trayectoria deportiva
La mayor parte de su carrera compitió como amateur. Fue profesional en ruta de 1989 a 1991. Logró algunas plusmarcas mundiales en pista: en 1985, 1986 y 1987 batió el récord en persecución individual, y en 1988 en persecución por equipos.
Contribuyó a la fundación del Comité Olímpico Lituano, cuando este país declaró su independencia de la Unión Soviética, y fue nombrado vicepresidente del mismo.

## Medallero internacional
| Juegos Olímpicos   | Juegos Olímpicos                   | Juegos Olímpicos  | Juegos Olímpicos            |
| Año                | Lugar                              | Medalla           | Competición                 |
| ------------------ | ---------------------------------- | ----------------- | --------------------------- |
| 1988               | Seúl ( Corea del Sur)              | Medalla de oro    | Persecución individual      |
| 1988               | Seúl ( Corea del Sur)              | Medalla de oro    | Persecución por equipos     |
| Campeonato Mundial |                                    |                   |                             |
| Año                | Lugar                              | Medalla           | Competición                 |
| 1985               | Bassano ( Italia)                  | Medalla de plata  | Persecución individual (A)  |
| 1986               | Colorado Springs ( Estados Unidos) | Medalla de plata  | Persecución individual (A)  |
| 1986               | Colorado Springs ( Estados Unidos) | Medalla de bronce | Persecución por equipos (A) |
| 1987               | Viena ( Austria)                   | Medalla de oro    | Persecución individual (A)  |

## Palmarés en ruta
1986
- Tour de Egipto
- 1 etapa del Tour de Olympia

1988
- Tour de Grecia